# 小田切昌言
小田切 昌言（おだぎり まさのぶ）は、江戸時代中期の武士。徳川氏家臣。

## 経歴・人物
平井次直の三男として生まれ、天明2年3月27日（1782年5月9日）、23歳の時に家督を継ぐ。天明3年12月21日（1784年1月13日）大番となる。